# Баймирзинський сільський округ (Біржан-сала район)
Баймирзи́нський сільський округ (каз. Баймырза ауылдық округі, рос. Баймырзинский сельский округ) — адміністративна одиниця у складі району Біржан-сала Акмолинської області Казахстану. Адміністративний центр — село Баймирза.
Населення — 417 осіб (2021; 698 у 2009, 856 у 1999, 1461 у 1989).
Станом на 1989 рік існували Амангельдинська сільська рада (села Баймирза, Каратал, Шошкали) та Заураловська сільська рада (села Заураловка, Кудукагаш, Яблуновка). 1993 року вони утворили Зауральський сільський округ. Пізніше села Баймирза та Шошкали утворили окремий Баймирзинський сільський округ.

## Склад
До складу округу входять такі населені пункти:
| Населений пункт | Колишні назви | Населення, осіб (1989) | Населення, осіб (1999) | Населення, осіб (2009) | Населення, осіб (2021) |
| --------------- | ------------- | ---------------------- | ---------------------- | ---------------------- | ---------------------- |
| Баймирза, село  | -             | 1041                   | 639                    | 480                    | 364                    |
| Шошкали, село   | -             | 420                    | 217                    | 218                    | 53                     |